# Peter Jiricek
Peter Jiricek, eigentlich Petr Jiricek (* 28. Februar 1978 in Brünn, Tschechoslowakei), ist ein ehemaliger schweizerisch-tschechischer Radballspieler und dreifacher Weltmeister im Radball für die Schweiz.

## Werdegang
Sein Vater Petr Jiricek war ebenfalls Radballer und emigrierte angesichts der damaligen Übermacht der Gebrüder Pospíšil 1979 von Tschechien in die Schweiz, wo er zuerst beim RV Sirnach spielte und mit seinem Partner Vladimir Jurica vier Schweizer Meistertitel holte (jedoch als Ausländer den Titel nicht offiziell erhielt) und später Trainer beim RV Winterthur wurde. Elf Jahre nach seiner Niederlassung in der Schweiz wurde sein Vater zusammen mit ihm kurz nach seiner Geburt in Winterthur eingebürgert.
Peter Jiricek trägt eigentlich denselben Namen wie sein Vater, nämlich Petr, wird jedoch ausnahmslos bei der deutschen Form seines Namens genannt. Durch seinen Vater kam Jiricek bereits früh zum Radball, als dieser ihm bereits in jungen Jahren ein Radballrad schenkte. Mit sieben Jahren startete er erstmals in der Kategorie Schüler. Mit 16 Jahren nahm er am Europacupfinal in Ostrava teil und debütierte in der Nationalliga.

### Weltmeister Radball 1999
Jiricek, der die Position des Feldspielers übernahm, gehörte relativ bald schon zur Schweizer Spitze; bei der WM 1997 in seiner Heimatstadt war er zusammen mit Timo Reichen bereits als Ersatzteam anwesend. Danach trennten sich jedoch die Wege der beiden, und Jiricek tat sich zuerst mit Christoph Hauri zusammen, mit dem er an der WM 1999 bei seiner ersten aktiven Teilnahme an einer Weltmeisterschaft Weltmeister wurde. Danach wechselte er erneut den Partner und spielte von nun an mit Hanspeter Flachsmann. Mit ihm wurde er 2000 WM-Dritter, zu einer Goldenen reichte es jedoch nicht.
Während er 2001 keine WM-Medaille gewinnen konnte, wurde er 2002 mit seinem neuen Partner Paul Looser zum zweiten Mal Weltmeister. In den folgenden zwei Jahren reichte es dem Duo jeweils für Silber. 2005 kam Jiricek wieder mit seinem ehemaligen Partner Reichen zusammen. Zusammen mit diesem reichte es 2007 an der Heim-WM in Winterthur zur Bronzemedaille. Zum dritten Mal Weltmeister wurde er schliesslich 2009 mit Marcel Waldispühl als neuem Partner, mit welchem er 2010 Vize-Weltmeister wurde. Ab der Saison 2013 spielte Jiricek zusammen mit Waldispühl im RVW-Radballsektion-Nachfolgeverein Radballclub Winterthur, der aus einer Fusion mit dem zweiten Winterthurer Radballclub ATB Winterthur entstand.
Mit 14 Teilnahmen an einem Weltcupfinal zwischen 2002 und 2016 ist Jiricek diesbezüglich alleiniger Rekordhalter. Nach der Saison 2016 beendete Peter Jiricek seine aktive Radballkarriere. Im Radball-Weltcup 2024 machte er ein kurzes Comeback als Ersatz für den verletzten Benjamin Waibel. Mit dessen Bruder Severin kam er in Denkendorf auf den zweiten Platz, im Weltcup-Finale auf den vierten.
Jiricek lebt in Winterthur und führt seit 2004 zusammen mit seinem Vater in Winterthur sein eigenes Fahrradgeschäft «Star Bicycle», das sich auf Räder im Hallenradsportbereich spezialisiert hat.

## Erfolge
- Weltmeisterschaft
  -  Weltmeister 1999, 2002, 2009
  -  Silbermedaille 2000, 2003, 2004, 2010
  -  Bronzemedaille 2007
- Gesamtweltcup
  - 2. Rang 2003, 2005, 2008, 2014
  - 3. Rang 2016
- Europacup Elite
  - 1. Rang 2003, 2004
  - 2. Rang 2005
  - 3. Rang 2002
- Schweizer Meisterschaft
  - 1. Rang 2000, 2002, 2003, 2004, 2005, 2009, 2010
  - 2. Rang 2001, 2007, 2008, 2011, 2012, 2013, 2015
  - 3. Rang 2006, 2014, 2016
- Schweizer Cup
  - 1. Rang 1999, 2000, 2002, 2003, 2004, 2005, 2008, 2016
  - 2. Rang 2006, 2011, 2012, 2014, 2015
  - 3. Rang 2007, 2009, 2010, 2013
- Europacup U23
  - 1. Rang 1996
  - 2. Rang 1997

### Weltcup-Statistik
| Jahr                    | Partner               | 1. T.          | 2. T.          | 3. T.          | 4. T.          | Punkte | Quali | Final          |
| ----------------------- | --------------------- | -------------- | -------------- | -------------- | -------------- | ------ | ----- | -------------- |
| 2002                    | Paul Looser           | Silbermedaille | 4              | 9              | Goldmedaille   | 146    | 6     | 6              |
| 2003                    | Paul Looser           | Silbermedaille | Goldmedaille   | Goldmedaille   | Goldmedaille   | 195    | 1     | Silbermedaille |
| 2004                    | Paul Looser           | Goldmedaille   | Goldmedaille   | Bronzemedaille | Silbermedaille | 185    | 1     | 4              |
| 2005                    | Timo Reichen          | Goldmedaille   | Bronzemedaille | Silbermedaille | – (a)          | 155    | 5     | Silbermedaille |
| 2006                    | Timo Reichen          | Goldmedaille   | Bronzemedaille | Bronzemedaille | Bronzemedaille | 170    | 4     | 7              |
| 2007                    | Timo Reichen          | 4              | 7              | Goldmedaille   | Bronzemedaille | 145    | 5     | 4              |
| 2008                    | Marcel Waldispühl (b) | 4              | Bronzemedaille | 8              | Silbermedaille | 138    | 8     | Silbermedaille |
| 2009                    | Marcel Waldispühl     | Bronzemedaille | Goldmedaille   | 5              | Goldmedaille   | 170    | 2     | 8              |
| 2010                    | Marcel Waldispühl     | Bronzemedaille | Bronzemedaille | Bronzemedaille | Goldmedaille   | 170    | 4     | 6              |
| 2011                    | Marcel Waldispühl     | 5              | Goldmedaille   | Silbermedaille | Bronzemedaille | 165    | 3     | 5              |
| 2012                    | Marcel Waldispühl     | Goldmedaille   | 4              | Bronzemedaille | –              | 125    | 8     | 6              |
| 2013                    | Marcel Waldispühl     | Silbermedaille | Silbermedaille | Goldmedaille   | Silbermedaille | 185    | 2     | 5              |
| 2014                    | Marcel Waldispühl     | Silbermedaille | 4              | Goldmedaille   | Goldmedaille   | 180    | 1     | Silbermedaille |
| 2015                    | Marcel Waldispühl     | 7              | 4              | Bronzemedaille | 6              | 120    | 9     | –              |
| 2016                    | Marcel Waldispühl     | Goldmedaille   | Bronzemedaille | Bronzemedaille | 4              | 165    | 6     | Bronzemedaille |
| 2024                    | Severin Waibel (c)    | –              | –              | Silbermedaille | –              | –      | –     | 4              |
| Stand: 8. Dezember 2024 |                       |                |                |                |                |        |       |                |

Teilnahmen:  75

 Goldmedaillen:  18

 Silbermedaillen:  15

 Bronzemedaillen:  17

| Legende |
| --- |
| - Jahr: Nennt das Jahr des Weltcups. - Partner: Spielpartner in diesem Weltcup-Jahr. - 1. T.: (1. Turnier, von 4) Rang des Sportlers in diesem Turnier. - Punkte: Weltcup-Punkte, die der Spieler am Ende der Qualifikation hatte. - Quali: Rang am Ende der Qualifikation. - Finale: Rang im Finale, falls dieses erreicht wurde. |